# Plédran
Plédran (tiếng Breton: Pledran, Gallo: Plédran) là một xã của tỉnh Côtes-d’Armor, thuộc vùng Bretagne, tây bắc Pháp.

## Dân số
Người dân ở Plédran được gọi là Plédranais.